# Księstwo Błatneńskie

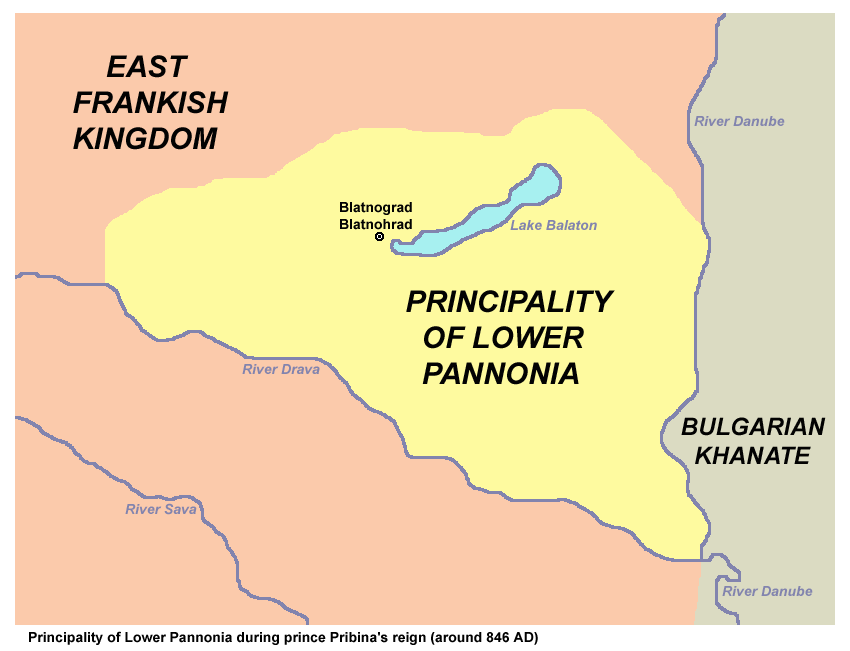

Księstwo Błatneńskie (także Księstwo Zadunajskie lub Księstwo Panońskie) – słowiańskie państwo istniejące w drugiej połowie IX wieku w zachodniej części Kotliny Panońskiej, między Dunajem na północy i wschodzie, Murą i Drawą na południu a Rabą na zachodzie. Stolica księstwa znajdowała się w mieście Blatnohrad (późniejszy Mosaburg, dziś węgierska wieś Zalavár) na południe od jeziora Balaton.

## Historia
Pod koniec VIII wieku w wyniku najazdów Franków, Protobułgarów i Słowian upadł Kaganat Awarów, zajmujący od 567 centrum Kotliny Panońskiej. Dzięki tym sprzyjającym warunkom Słowianie panońscy, wówczas zamieszkujący te tereny, zaczęli tworzyć quasi-państwowe związki plemienne i ponadplemienne. Jednocześnie na północy za Dunajem powstały podobne organizmy państwowe. Były to Wielkie Morawy na obszarze dzisiejszych Moraw i Księstwo Nitrzańskie w dzisiejszej zachodniej Słowacji. W pierwszej połowie IX wieku doszło do konfrontacji między tymi państwami. Zwycięsko wyszły z niej Wielkie Morawy pod wodzą księcia Mojmira I. W 833 Mojmir przyłączył Księstwo Nitrzańskie do Państwa wielkomorawskiego i wypędził ze stolicy Nitry władającego nim księcia Pribinę.
Pribina, pozostający w dobrych stosunkach z dworem wschodniofrankijskim i korzystający z jego pomocy, dążył do odzyskania swego księstwa. Jego wysiłki w tym kierunku zakończyły się fiaskiem. Wobec tego około 840 Pribina uzyskał od króla wschodniofrankijskiego Ludwika II Niemieckiego w lenno ziemie między ówczesną wschodnią granicą państwa wschodniofrankijskiego a Dunajem, które wcześniej były przeznaczone dla marchii karantańskiej. Pribina energicznie przystąpił do tworzenia własnego państwa i do szerzenia w nim chrześcijaństwa. Na południe od Balatonu, nad rzeką Zala, wówczas zwaną przez Słowian Blatna ("Błotna"), wzniósł obronny gród Blatnohrad, który stał się ośrodkiem władzy w państwie. Skuteczność działań Pribiny w umacnianiu chrześcijaństwa i organizowaniu państwa została w 847 nagrodzona nadaniem mu tych ziem w lenno dziedziczne. Pribina popierał osadnictwo bawarskie. W umacnianiu chrześcijaństwa Pribina ściśle współdziałał z arcybiskupami Salzburga. W 861 Pribina zginął, walcząc po stronie Franków przeciwko Wielkim Morawom. W 862 władzę po nim objął jego syn Kocel.
Za panowania Kocela Księstwo Błatneńskie zaczęło wyrastać na niezależny, słowiański ośrodek państwowy. Wyrazem tego było między innymi przywrócenie przez papieża Hadriana II w 869 metropolii w Sirmium (części dzisiejszej Śremskiej Mitrowicy). W czasie wojny z 869 roku Wielkich Moraw z Państwem wschodniofrankijskim, Kocel opowiedział się po stronie Morawian odrzucając zwierzchność frankijską. W 867 Kocel udzielił schronienia apostołom Słowian, świętym Cyrylowi i Metodemu, w drodze z Państwa wielkomorawskiego do Rzymu. Wspólnie z książętami morawskimi Rościsławem i Świętopełkiem Kocel wspierał idee wyniesienia świętego Metodego do godności biskupa obrządku słowiańskiego. W 869 roku Metody przyjął sakrę biskupią i nominację na arcybiskupa przywróconej panońskiej metropolii w Sirmium. Blatnohrad stał się jednym z najważniejszych centrów kultury i ośrodków chrześcijaństwa liturgii słowiańskiej, rozwijanej przez uczniów Cyryla i Metodego. Prawdopodobnie w Księstwie Błatneńskim powstał pierwszy słowiański zwód praw - Zakon sudnyj ljudem - przypisywany świętemu Metodemu.
Kocel zginął podczas wyprawy w 876 roku. Jego śmierć oznaczała koniec niepodległości państwa. Król wschodniofrankijski uczynił użytek ze swych praw suwerena i powtórnie włączył Księstwo Błatneńskie do Karantanii. W 884 roku Księstwo podbiły Wielkie Morawy. Terytorium to ponownie zajęli Frankowie w 894 roku. W 896 tereny byłego Księstwa Błatneńskiego zostały nadane w lenno kolejnemu słowiańskiemu księciu - Brasławowi. Jednak już w 901 roku tereny te zostały podbite przez Węgrów, którzy utworzyli własne państwo. W ciągu następnych stuleci Słowianie panońscy ulegli całkowitej madziaryzacji.

## Terytorium
W skład Księstwa Błatneńskiego wchodziły:
- hrabstwo błatneńskie - między dzisiejszym Veszprém a Drawą,
- hrabstwo ptujskie - okolice dzisiejszego miasta Ptuj,
- hrabstwo dudlebskie - między Grazem a Blatnohradem,
- prawdopodobnie również tereny byłego księstwa Etgara - między dzisiejszymi miastami Kőszeg na Węgrzech i Klosterneuburg na zachód od Wiednia.